# Каваньяро, Карлос
Карлос Альберто Кавальяро (исп. Carlos Alberto Cavagnaro; род. 9 апреля 1946, Некочеа, провинция Буэнос-Айрес, Аргентина) — аргентинский футбольный тренер.

## Карьера
Выступал за молодежный состав клуба «Велес Сарсфилд», но из-за травмы он был вынужден рано завершить карьеру. Уже в 22 года Каваньяро возглавил «Архентинос Хуниорс», став самым молодым главным тренером в истории чемпионата Аргентины.
Позднее специалист руководил командами «Расинг» и «Велес Сарсфилд», а также коллективами из Мексики и Гондураса. За свою долгую тренерскую карьеру Карлос Кавальяро руководил сборными Гватемалы (дважды), Панамы, Гренады, Сент-Китс и Невиса, Филиппин и Сальвадора.